# 有序交換群

## 定義
有序交換群係指一對 {\displaystyle (\Gamma ,>)}，其中 {\displaystyle \Gamma } 為交換群，{\displaystyle >} 為其上的一個二元關係，且滿足如下條件：
- 若 {\displaystyle a<0}，則 {\displaystyle -a>0}。
- 若 {\displaystyle a,b>0}，則 {\displaystyle a+b>0}。

另一種等價的描述是：給定一個子集 {\displaystyle \Gamma _{+}\subset \Gamma }，使得 {\displaystyle \Gamma _{+}} 對加法封閉，且 {\displaystyle \Gamma =\Gamma _{+}\cup \{0\}\cup -\Gamma _{+}}。
若對於每個 {\displaystyle x\in \Gamma } 都存在 {\displaystyle n\in \mathbb {Z} } 使得 {\displaystyle n\cdot 1>x}，則稱 {\displaystyle (\Gamma ,>)} 滿足阿基米德性質。

## 範例與基本性質
- 由上述公理可推出：對於每個 {\displaystyle x\in \Gamma ,x\neq 0} 都有 {\displaystyle x^{2}>0}。
- {\displaystyle \mathbb {Z} ,\mathbb {R} ,\mathbb {R} ^{*}} 都是有序交換群且滿足阿基米德性質。
- 若 {\displaystyle (\Gamma ,>_{1}),(\Gamma _{2},>_{2})} 為有序交換群，則 {\displaystyle \Gamma _{1}\times \Gamma _{2}} 配合其字典序也構成一個有序交換群。
- {\displaystyle (\Gamma ,>)} 滿足阿基米德性質的充要條件是它可以嵌入 {\displaystyle (\mathbb {R} ,+)}。